# Grande montagne de cuivre de Falun
Pour les articles homonymes, voir Falun (homonymie).
La grande montagne de cuivre de Falun (en suédois : Stora Kopparberget) est une ancienne mine de cuivre située à Falun, en Suède. Elle fut exploitée pendant environ un millénaire, entre le IXe siècle et sa fermeture en 1992. Au milieu du XVIIe siècle, 70 % de la production mondiale de cuivre en provenait. Le site est classé au Patrimoine mondial par l'UNESCO en 2001.
Depuis la fermeture, l'activité est limitée à la production du rouge de Falun, peinture biocide recouvrant traditionnellement les édifices suédois en bois.

## Importance économique et culturelle

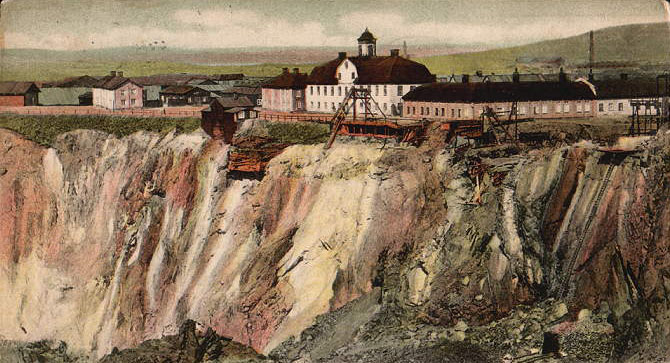
La mine vers 1907.
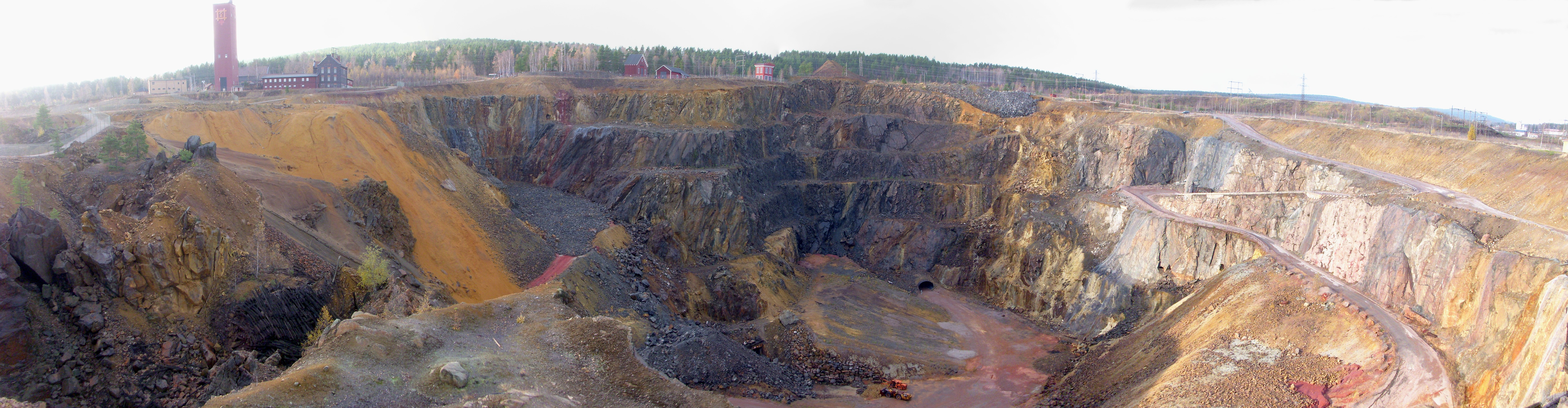
Vue panoramique de l'ancienne mine (2010).